# Hirschhöf

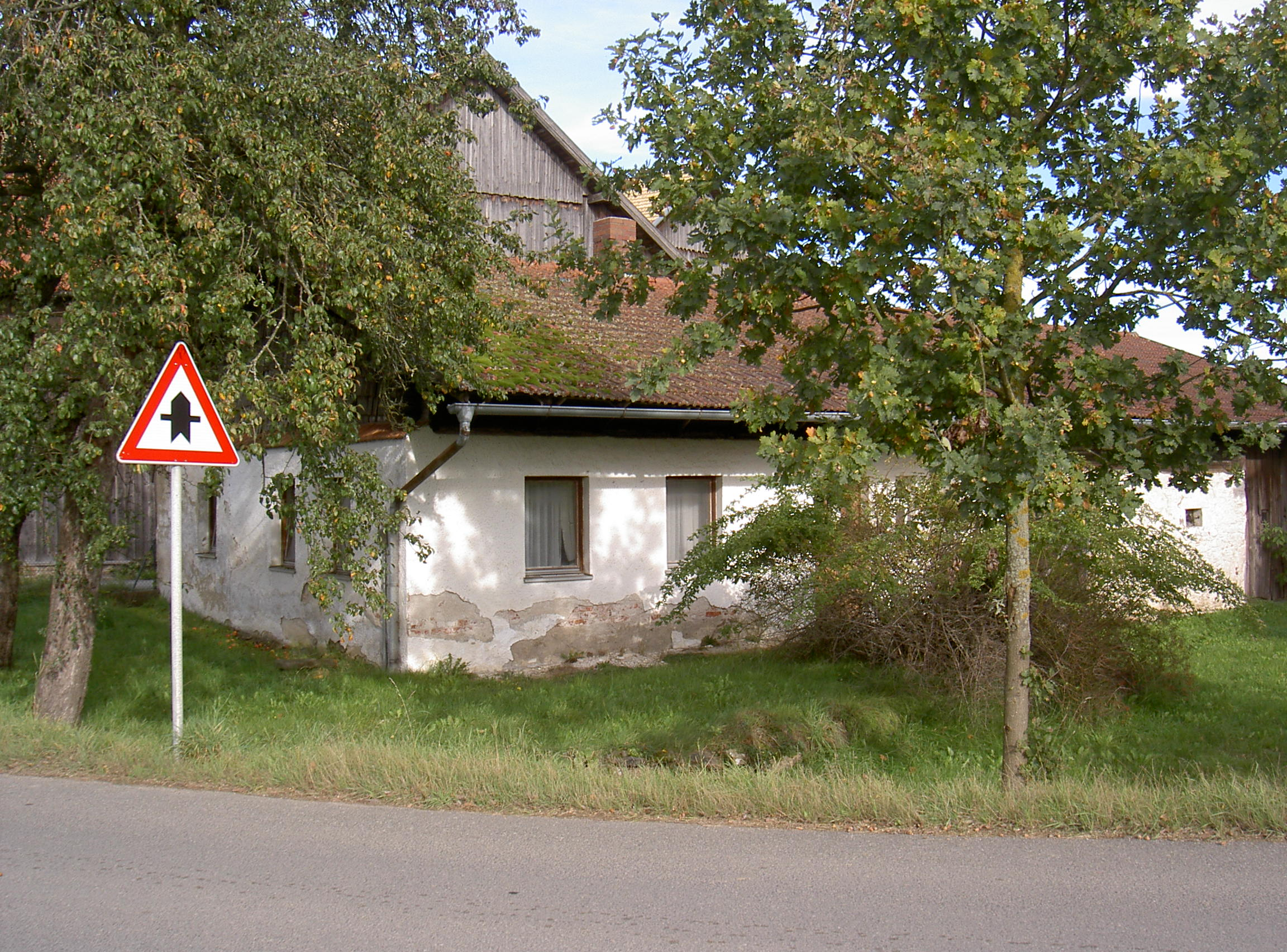
Denkmalgeschütztes Waldlerhaus in Hirschhöf

Hirschhöf ist ein Ortsteil der Stadt Waldmünchen im Landkreis Cham des Regierungsbezirks Oberpfalz im Freistaat Bayern.

## Geografie
Hirschhöf liegt auf dem Nordufer der Böhmischen Schwarzach, 620 Meter nordwestlich der Staatsstraße 2400, 4 Kilometer westlich von Waldmünchen und 5,7 Kilometer südwestlich der tschechischen Grenze. Hirschhöf grenzt direkt an den nördlichen Ortsrand von Ast. Östlich von Hirschhöf mündet der Haidwiesenbach in die Böhmische Schwarzach und westlich der Asterholzbach und direkt daneben der Biberbach.

## Geschichte
Hirschhöf (auch: Hirzhoven, Hirschhof, Hirschoff, Hirschhöffen, Hirschöff, Hürschhof, Hürschhöf) wurde bereits im Herzogsurbar des Wittelsbacher Heinrich XIII. aus dem Jahr 1301 erwähnt.
Im 13. Jahrhundert hatten die Altendorfer-Leonberger für 3 Höfe Hirschhöf Zehentrechte. Diese Zehentrechte übertrugen sie 1308 an das Kloster Schönthal. 1315 schenkte Schwester Reichgart von Hocha ihren Zehnt in Hirschhöf dem Kloster Schönthal.
1550 wurde Hirschhöf mit 7 Häusern erwähnt. 1563 hatte Hirschhöf 8 Mannschaften. 1588 gab es in Hirschhöf 2 Höfe, 3 Güter, 2 Sölden, 1 Mühle, 3 Inwohner. 1596 gehörte 1 Sölde von Hirschhöf zum Kloster Walderbach. 1622 wurden in Hirschhöf 8 Mannschaften genannt. 1630 verzeichnete Hirschhöf 2 Höfe, 3 Güter, 1 Söldengütl, 1 Mühle mit Säge, 4 Inleute. 1703 wurden in Hirschhöf 2 Höfe, 4 Güter und 2 Sölden aufgeführt. 1808 hatte die Ortschaft 8 Anwesen und eine Mühle.
1808 wurde die Verordnung über das allgemeine Steuerprovisorium erlassen. Mit ihr wurde das Steuerwesen in Bayern neu geordnet und es wurden Steuerdistrikte gebildet. Dabei kam Hirschhöf zum Steuerdistrikt Ast. Der Steuerdistrikt Ast bestand aus den Dörfern Ast, Albernhof, Hirschhöf und Kritzenast.
1820 wurden im Landgericht Waldmünchen Ruralgemeinden gebildet. Dabei kam Hirschhöf zur Ruralgemeinde Ast. Zur Ruralgemeinde Ast gehörte neben Ast mit 24 Familien das Dorf Hirschhöf mit 15 Familien. 1972 wurde die Gemeinde Ast in die Stadt Waldmünchen eingegliedert.
Hirschhöf gehört zur Pfarrei Ast. 1997 hatte Hirschhöf 64 Katholiken.

## Einwohnerentwicklung ab 1820
| Jahr | Einwohner   | Gebäude |
| ---- | ----------- | ------- |
| 1820 | 15 Familien | k. A.   |
| 1838 | 87          | 10      |
| 1861 | 89          | 32      |
| 1871 | 85          | 43      |
| 1885 | 94          | 11      |
| 1900 | 79          | 12      |
| 1913 | 83          | 10      |

| Jahr | Einwohner | Gebäude |
| ---- | --------- | ------- |
| 1925 | 81        | 10      |
| 1950 | 85        | 10      |
| 1961 | 71        | 11      |
| 1970 | 64        | k. A.   |
| 1987 | 68        | 16      |
| 2011 | 61        | k. A.   |

## Tourismus
Durch Hirschhöf führt der Schwarzachtal-Radweg.
Am südlichen Ortsrand von Hirschhöf steht ein denkmalgeschütztes Waldlerhaus mit Getreidekasten aus dem 19. Jahrhundert, Denkmalnummer D-3-72-171-63.